# Helmut Behrens (Chemiker)
Helmut Behrens (* 30. Mai 1915 in Elsfleth; † 4. März 2000 in München) war Professor für anorganische Chemie an der Friedrich-Alexander Universität Erlangen-Nürnberg.

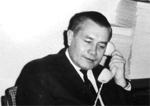
Helmut Behrens 1962

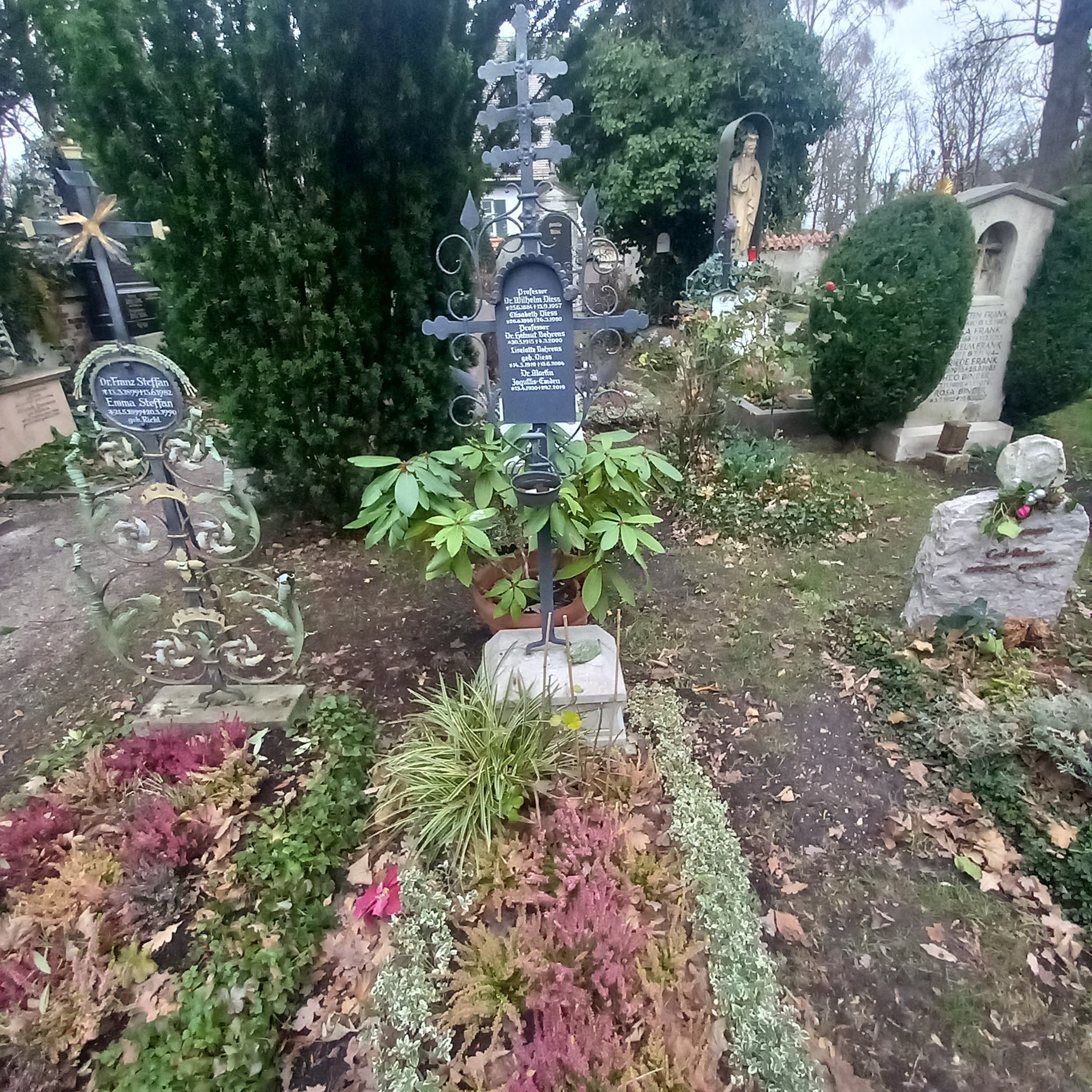
Das Grab von Helmut Behrens und seiner Ehefrau Lieselotte-Marie geborene Diess auf dem Bogenhausener Friedhof in München

## Leben
Nach dem Abitur in Oldenburg begann Behrens im Sommersemester 1933 sein Chemiestudium in Freiburg im Breisgau, wechselte dann aber wegen beginnender nationalsozialistischer Tendenzen in Freiburg schon zum Wintersemester an die TH München und beendete dort sein Studium 1938 als Diplomingenieur. Er wurde 1940 mit einer Dissertation über Metallcarbonyle promoviert, sein Mentor war Walter Hieber. Das genaue Thema der Doktorarbeit lautete: Zur Kenntnis der Entstehungsweise von Nickel- und Kobaltcarbonyl. Im selben Jahr heiratete er Liselotte-Marie Diess, die Tochter des Rechtsanwalts und Schriftstellers Wilhelm Diess. Eine Genehmigung zur Eheschließung mit Liselotte Diess, die damals als Vierteljüdin galt, wurde nicht erteilt, weshalb Behrens seine Assistenten-Stelle aufgeben musste und von Walter Hieber einen Angestelltenvertrag aus Drittmitteln bekam.
Behrens habilitierte sich 1948 mit Über eine neue Laboratoriumsmethode zur Darstellung von Kobaltcarbonylwasserstoff und über die Chemie der Metallcarbonyle in flüssigem Ammoniak und wurde 1960 außerordentlicher Professor an der Technischen Hochschule (TU) München. 1962 nahm er einen Ruf als ordentlicher Professor und Vorstand des Instituts für Anorganische Chemie an die Universität Erlangen-Nürnberg an. Hier initiierte und leitete er den großzügigen Neubau des Instituts für Anorganische Chemie, der 1972 bezogen werden konnte und gleichzeitig mit den Instituten für Physikalische und Technische Chemie eine Keimzelle für die heutige Technische Fakultät, deren Gründungsmitglied er war, darstellte.
Für seine Verdienste um die enge Partnerschaft zwischen der Friedrich-Alexander-Universität und der Universität Rennes, die auf seine Initiative zurückzuführen ist, wurde ihm 1979 die Ehrendoktorwürde der Universität Rennes verliehen.
Die  TU München verlieh ihm 1990 die goldene Doktorurkunde.
Prof. Behrens verstarb am 4. März 2000 in München und wurde auf dem Friedhof in Bogenhausen beigesetzt.

## Werke
- Wissenschaft in turbulenter Zeit – Erinnerungen eines Chemikers an die Technische Hochschule München 1933-1953.  ISBN 3-89241-026-7
- Mehr als 200 Publikationen über die metallorganische Komplexchemie mit dem Schwerpunkt Metall-Kohlenmonoxid-Verbindungen